# Neoechinorhynchus rutili
Neoechinorhynchus rutili är en hakmaskart som först beskrevs av Mueller 1780.  Neoechinorhynchus rutili ingår i släktet Neoechinorhynchus och familjen Neoechinorhynchidae. Arten är reproducerande i Sverige. Inga underarter finns listade i Catalogue of Life.